# Calvin Royal III
Calvin Royal III (Tampa, 1988) è un ballerino statunitense, étoile dell'American Ballet Theatre dal 2020.

## Biografia
Calvin Royal III è nato a Tampa e ha studiato danza alla Pinellas County Center for the Arts; all'età di diciassette anni ha partecipato al Youth America Grand Prix, vincendo una borsa di studio per perfezionarsi alla Jacqueline Kennedy Onassis School di New York.
Dopo tre anni con la compagnia secondaria, nel 2010 ha iniziato il suo apprendistato con l'American Ballet Theatre (ABT), dove ha avuto una rapida carriera: nel 2011 è stato promosso a membro del corps de ballet, nel 2017 a solista e nel 2020 a primo ballerino. Royall è il terzo ballerino afroamericano a diventare étoile dell'ABT. All'interno della compagnia ha danzato tutti i maggiori ruoli maschili del repertorio, tra cui Siegfried ne Il lago dei cigni, Apollo nell'Apollon musagète, Dorcon in Dafni e Cloe, Espada in Don Chisciotte, Albrecht in Giselle, Lescaut in Manon, il Principe Fortune ne La bella addormentata e Benvolio in Romeo e Giulietta. Ha ottenuto il plauso della critica per la sua proficua partnership sulle scene con Misty Copeland e nel 2019 il New York Times lo ha definito il ballerino più elegante dell'ABT.
È dichiaratamente gay e sposato con il pianista polacco Jacek Mysinski.